# Sylvisorex
Sylvisorex es un género de musarañas de la familia Soricidae. Es originario de África.

## Especies
Se reconocen las siguientes especies:
- Sylvisorex akaibei Mukinzi, Hutterer& Barriere, 2009[1]
- Sylvisorex camerunensis Heim de Balsac, 1968
- Sylvisorex corbeti Hutterer & Montermann, 2009[2]
- Sylvisorex granti Thomas, 1907
- Sylvisorex howelli Jenkins, 1984
- Sylvisorex isabellae Heim de Balsac, 1968
- Sylvisorex johnstoni (Dobson, 1888)
- Sylvisorex konganensis Ray & Hutterer, 1996
- Sylvisorex lunaris Thomas, 1906
- Sylvisorex morio (Gray, 1862)
- Sylvisorex ollula Thomas, 1913
- Sylvisorex oriundus Hollister, 1916
- Sylvisorex pluvialis Hutterer & Schlitter, 1996
- Sylvisorex silvanorum Hutterer, Riegert & Sedláček, 2009[3]
- Sylvisorex vulcanorum Hutterer & Verheyen, 1985